# Шойненфиртель

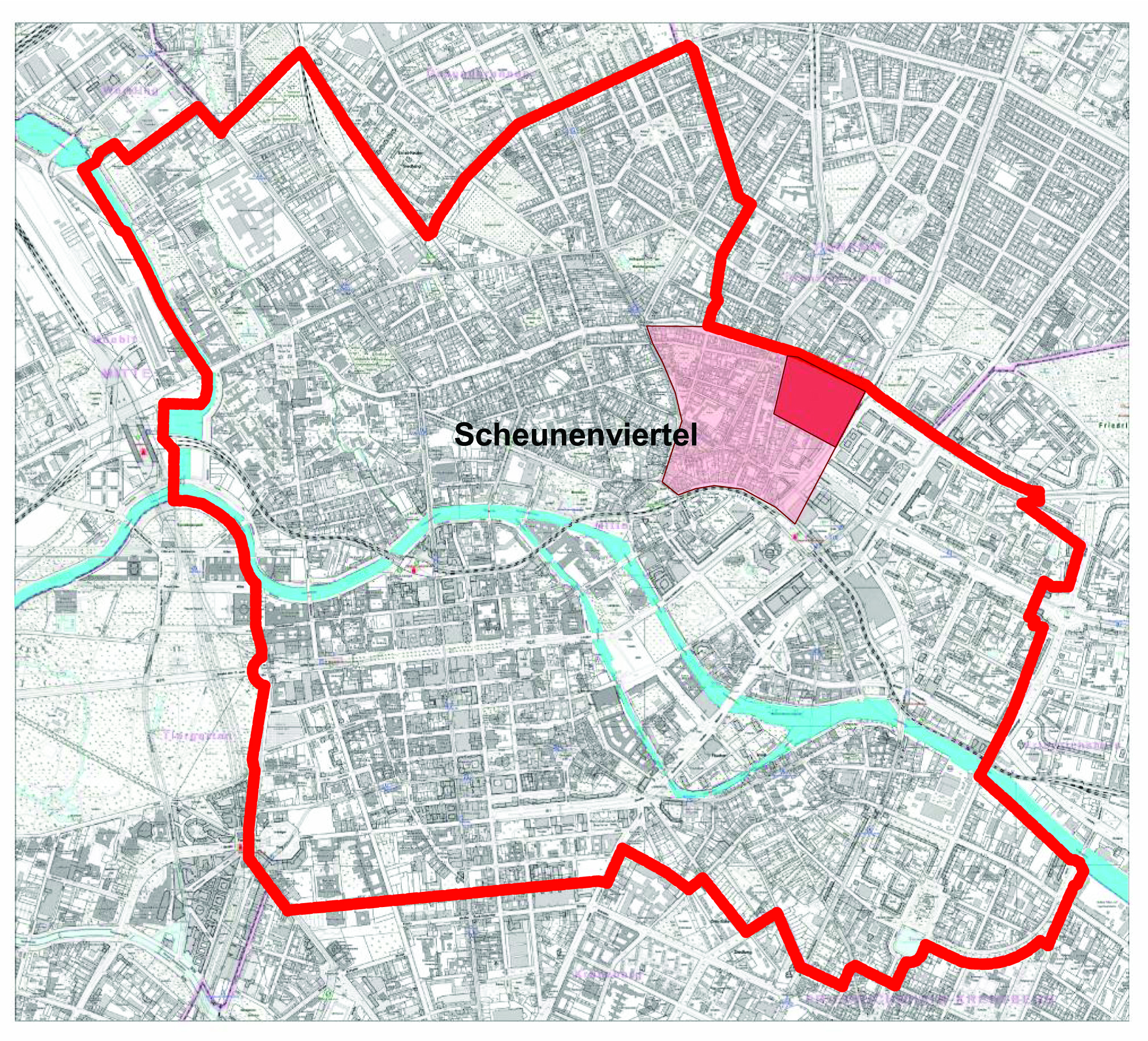
Исторический Шойненфиртель на карте Берлина указан тёмно-красным цветом

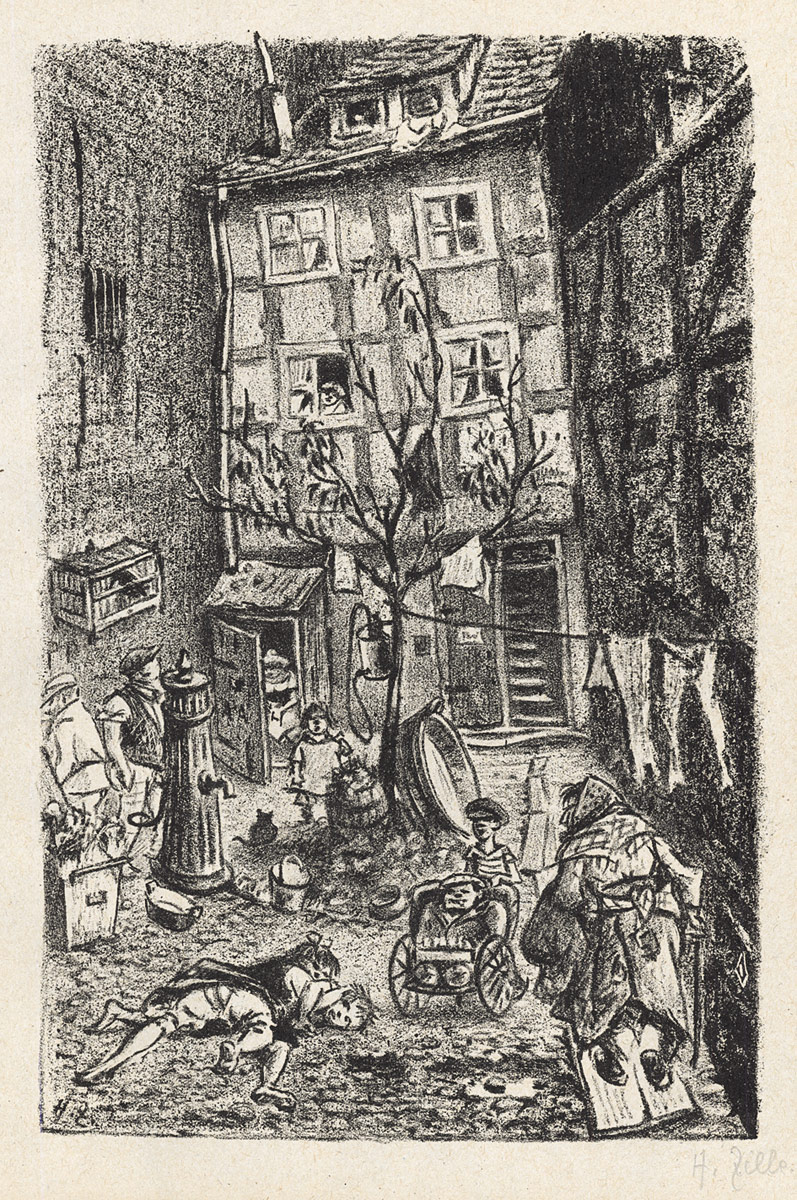
Генрих Цилле. Двор в Шойненфиртеле. 1919

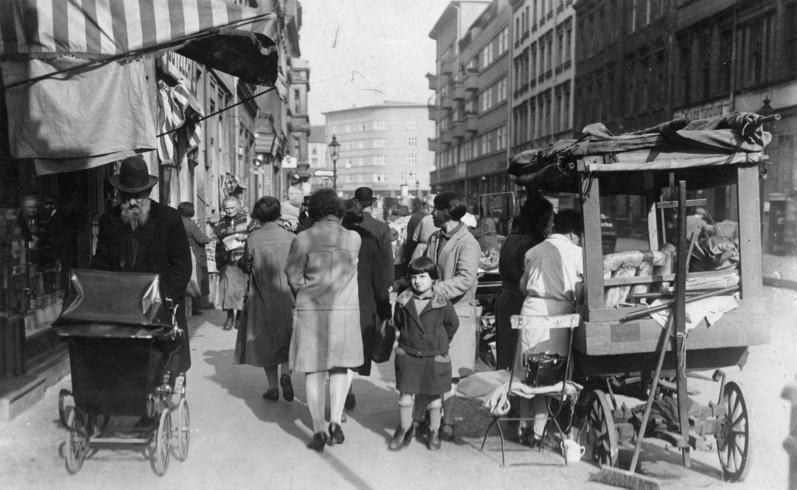
Уличная торговля на Гренадирштрассе в Шойненфиртеле. 1933

Шо́йненфиртель (нем. Scheunenviertel — букв. «Квартал хижин») — историческая местность в современном берлинском районе Митте к северу от берлинской городской стены между площадями Хаккешер-Маркт и современной площадью Розы Люксембург. Часто как Шойненфиртель обозначают всю территорию между улицами Фридрихштрассе и Карл-Либкнехт-штрассе, ограниченная с юга городской железной дорогой и Шпрее, а с севера — улицами Линиенштрассе и Торштрассе. В действительности Шойненфиртель охватывает только часть Шпандауского предместья восточнее улицы Розенталер-штрассе. Переулки с хижинами, давшие название Шойненфиртель, находились вокруг современной площади Розы Люксембург между улицами Альмштадтштрассе с запада, Хиртенштрассе — с юга, Линиенштрассе — с севера и Клайне-Александерштрассе — с востока. Ни один из «хижинных переулков» не сохранился до настоящего времени в своём историческом виде.

## История
В 1670 году великий курфюрст Фридрих Вильгельм запретил держать в Берлине пожароопасные овины, а около 1672 года приказал построить 27 хижин в непосредственной близости к городской стене. В них хранили сено и солому, требовавшиеся в большом количестве для функционирования скотного рынка на Александерплац. Севернее современной Дирксенштрассе находились обширные сельскохозяйственные площади, и в квартале хижин проживали обрабатывавшие их крестьяне. После сноса городской стены территория была застроена, но сохранила своё название.
Король Фридрих Вильгельм I в 1737 году приказал берлинским евреям, не имевших собственного жилья, переселиться в Шойненфиртель. Этот указ, а также положение о том, что евреям разрешается входить в Берлин только через двое северных городских ворот, привели к тому, что на этом месте возник квартал с квартал с крепкими еврейскими культурными традициями. Рядом со старой синагогой на Хайдеройтергассе в непосредственной близости к Шойненфиртель появились еврейское кладбище в районе Митте и еврейское кладбище на Шёнхаузер-аллее. Такой Шойненфиртель был близок и еврейским эмигрантам, прибывавшим с востока начиная с середины XIX века, что повлекло быстрый рост населения в этом квартале. Семейным приходилось делить свои спальные места посменно со съёмщиками кроватей. Типичным ремеслом в Шойненфиртель во второй половине XIX века было семейное производство сигарет.
Процесс индустриализации наложил на Шойненфиртель неизгладимый отпечаток. После основания Германской империи в 1871 году Берлин стал крупнейшим промышленным городом Европы. Плотность населения в Берлине резко увеличилась за несколько лет, дефицит жилья с опозданием удалось только сократить строительством доходных домов в возникающих новых районах. Жители старой застройки в Шойненфиртель страдали от тесноты. Новоприезжие часто начинали именно с Шойненфиртель. Дефицитные спальные места в пересдаваемых квартирах часто использовались в соответствии со сменами на близлежащих заводах Борзига. Редкое нерабочее время, если не пришло время спать, приходилось проводить на улице или в многочисленных трактирах. Гренадирштрассе, современная Альмштадтштрассе, была в те времена главной улицей ортодоксальных восточноевропейских евреев и часто именовалось «гетто с открытыми воротами».
Катастрофическая жилищная и социальная ситуация заставила берлинские власти заняться полной перестройкой квартала в 1906—1907 годах. После сноса оставшихся четырёх «хижинных переулков» движение вокруг площади Розы Люксембург было переформатировано. Реконструкция Шойненфиртель была прервана Первой мировой войной: западная часть оставалась ветхой, в то время как на площади уже преобладали современные здания первых десятилетий XX века.
В Веймарской республике на фоне гиперинфляции 1922—1923 годов Шойненфиртель пострадал от антисемитских погромов. 5 ноября 1923 года тысячи безработных собрались у биржи труда на Горманштрассе в очереди за пособиями. После известий о том, что денег на выплаты нет, агитаторы распространили в толпе слухи о том, что деньги достались местным еврейским «галичанам». Толпа быстро перешла к нападкам на всех в Шойненфиртеле, кто выглядел «по-еврейски». Люди подверглись избиению, лавки — разграблению. Газеты информировали о бездействии полиции, которая могла бы легко призвать толпу к порядку.